# Campeonato do Azerbaijão de Ciclismo em Estrada
Os Campeonatos do Azerbaijão de Ciclismo em Estrada são organizados anualmente desde 2012 para determinar o campeão ciclista do Azerbaijão de cada ano, na modalidade.
O título é outorgado ao vencedor de uma única prova, na modalidade de contrarrelógio individual. O vencedor obtêm o direito de usar a maillot com as cores da bandeira do Azerbaijão até ao campeonato do ano seguinte, unicamente quando disputa provas contrarrelógio.
O corredor mais laureado é Maksym Averin, com duas vitórias.

## Palmares

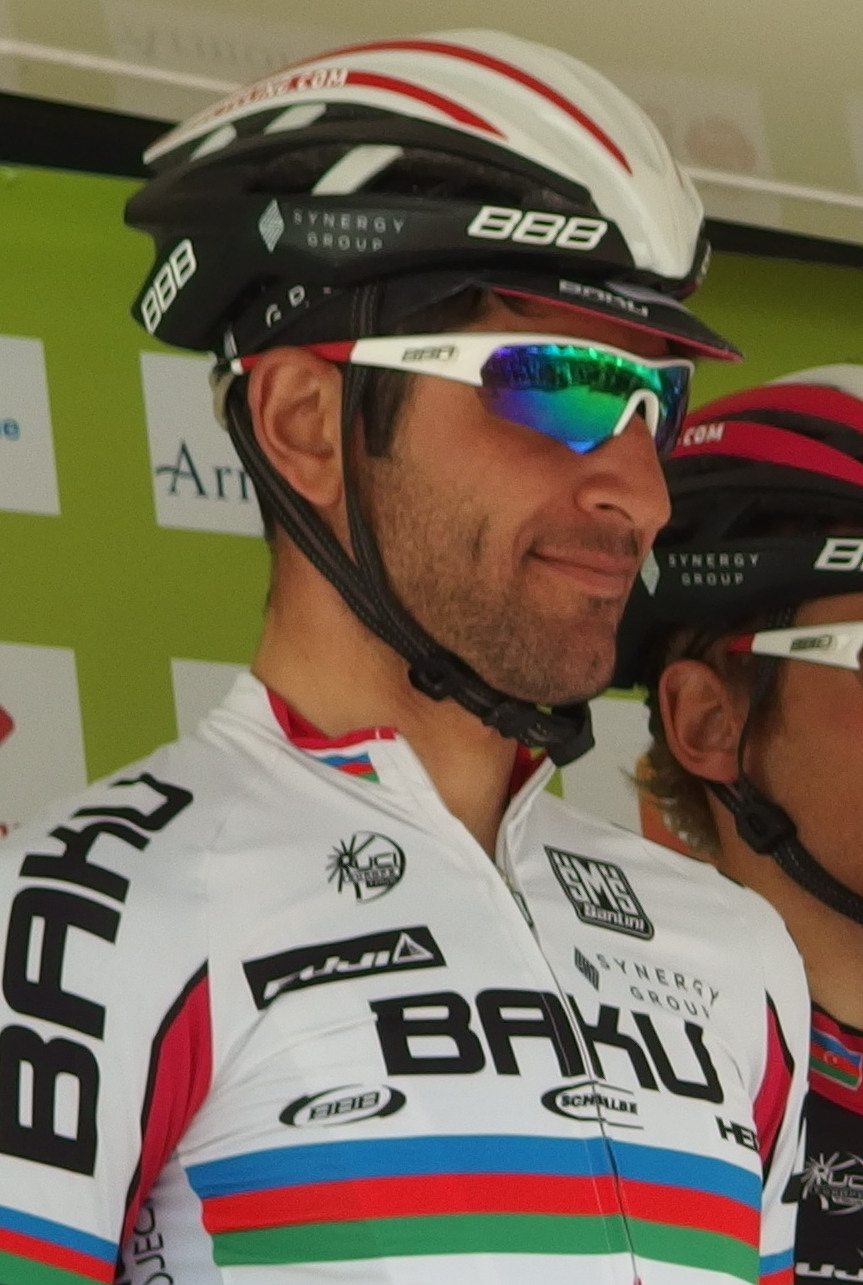
Elchin Asadov campeão em 2014.

| Ano  | Vencedor              | Segundo          | Terceiro         |
| 2012 | Oleksandr Surutkovych | Elchin Asadov    | Tural Isgandarov |
| 2013 | Samir Jabrayilov      | Tural Isgandarov | Elchin Asadov    |
| 2014 | Elchin Asadov         | Tural Isgandarov | Samir Jabrayilov |
| 2015 | Maksym Averin         | Elchin Asadov    | Samir Jabrayilov |
| 2016 | Maksym Averin         | Samir Jabrayilov | Elchin Asadov    |
| 2017 | Elgun Alizada         | Musa Mikayilzade | Elchin Asadov    |
| 2018 | Kyrill Pozdnyakov     | Samir Jabrayilov | Elchin Asadov    |
| 2019 | Elchin Asadov         | Samir Jabrayilov | Musa Mikayilzade |